# Saint-Germain-Laval, Seine-et-Marne
Saint-Germain-Laval là một xã ở tỉnh Seine-et-Marne, thuộc vùng Île-de-France ở miền bắc nước Pháp.

## Dân số
Người dân ở Saint-Germain-Laval được gọi là Saint-Germanois.
Điều tra dân số năm 1999, xã này có dân số là 2.602.